# Mérignac (Charente)
Mérignac è un comune francese di 708 abitanti situato nel dipartimento della Charente, nella regione della Nuova Aquitania.

## Società

### Evoluzione demografica
Abitanti censiti